# ناتاشا رامبووا
ناتاشا رامبووا (انگلیسی: Natacha Rambova؛ ۱۹ ژانویهٔ ۱۸۹۷ – ۵ ژوئن ۱۹۶۶) یک هنرپیشه، فیلم‌نامه‌نویس، طراح صحنه و لباس و کارگردان هنری اهل ایالات متحده آمریکا بود.
از فیلم‌ها یا مجموعه‌های تلویزیونی که وی در آن‌ها نقش داشته است می‌توان به سالومه اشاره نمود.